# NGC 664

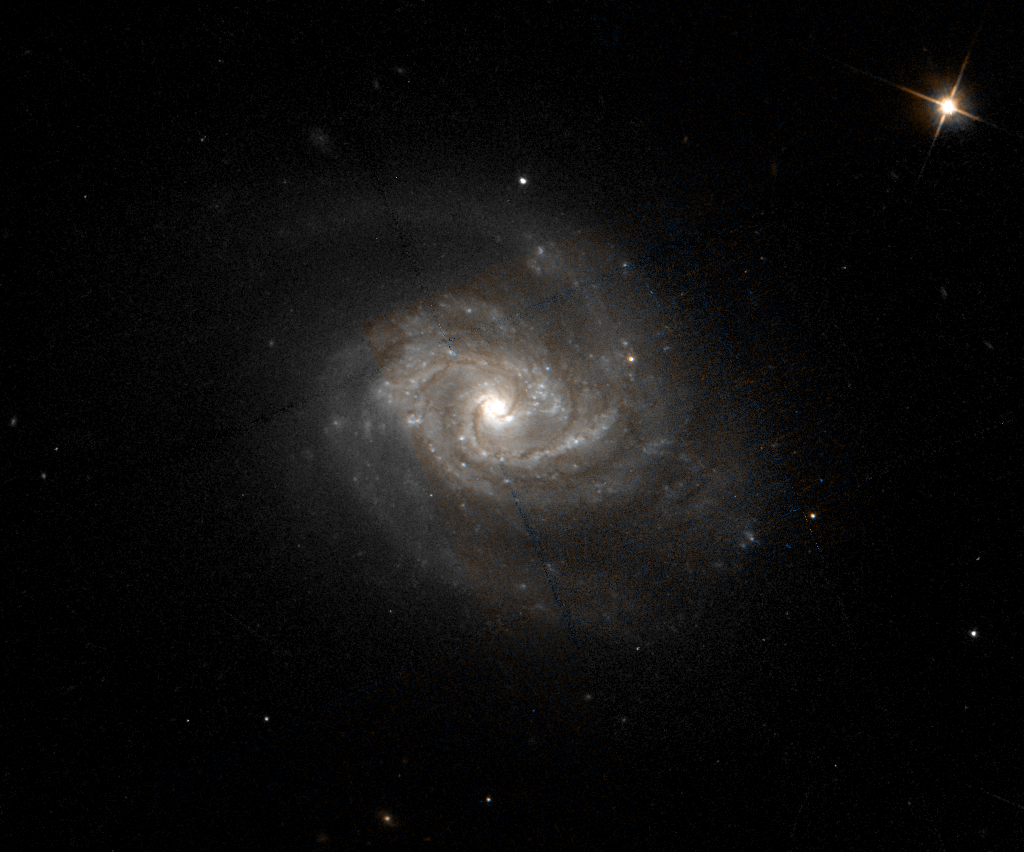
NGC 664 par le télescope spatial Hubble. (NASA/ESA Hubble Space Telescope)

NGC 664 est une galaxie spirale située dans la constellation des Poissons. NGC 664 a été découverte par l'astronome britannique John Herschel en 1830.

## Caractéristiques
Sa vitesse par rapport au fond diffus cosmologique est de 5 317 ± 21 km/s, ce qui correspond à une distance de Hubble de 75,8 ± 5,3 Mpc (∼247 millions d'al).
À ce jour, six mesures non basées sur le décalage vers le rouge (redshift) donnent une distance de 67,117 ± 2,750 Mpc (∼219 millions d'al), ce qui est tout juste à l'extérieur des valeurs de la distance de Hubble. Notons cependant que c'est avec la valeur moyenne des mesures indépendantes, lorsqu'elles existent, que la base de données NASA/IPAC calcule le diamètre d'une galaxie et qu'en conséquence le diamètre de NGC 664 pourrait être d'environ 39,7 kpc (∼129 000 al) si on utilisait la distance de Hubble pour le calculer.
La classe de luminosité de NGC 664 est II et elle présente une large raie HI.

## Supernova
Trois supernovas ont été découvertes dans NGC 664 : SN 1996bw, SN 1997W et SN 1999eb.

### 1996bw
Cette supernova a été découverte le 30 novembre 1996 par W. Li, Q. Qiao, Y. Qiu et J. Hu dans le cadre du relevé de supernovas de l'observatoire astronomique de Pékin (BAO). Cette supernova était de type II.

### SN 1997W
Cette supernova a été découverte le 2 février 1997 par des astronomes du groupe Cfa du Harvard-Smithsonian Center for Astrophysics. Cette supernova était de type II.

### SN 1999eb
Cette supernova a été découverte le 2 octobre 1999 par M. Modjaz et W. D. Li dans le cadre du programme conjoint LOSS/KAIT (Lick Observatory Supernova Search de l'observatoire Lick et The Katzman Automatic Imaging Telescope de l'université de Californie à Berkeley.